# Бюйюкюстюн, Туба
Хатидже́ Туба́ Бююкюстю́н (тур.  Hatice Tuba Büyüküstün; род. 5 июля 1982, Стамбул) — турецкая актриса

 кино и телевидения, фотомодель и посол доброй воли ЮНИСЕФ от Турции (с 21 мая 2014 года).

## Ранние годы
Хатидже Туба Бююкюстюн родилась 5 июля 1982 года в Стамбуле (Турция) в семье Сердара и Хандан Бююкюстюн. У неё есть критские корни по отцовской линии и крымские по материнской. Бююкюстюн окончила Стамбульскую частную школу Догуш и Университет изящных искусств имени Мимара Синана (факультет изящных искусств, отделение сценических декораций и дизайна костюмов, 2004). Во время учёбы в университете она снималась в рекламе таких брендов, как «Pantene», «Maximum Cart», «Kremini», «Molped». После окончания университета, Бююкюстюн начала сниматься в кино, благодаря режиссёру Томрису Гиритлиоглу.

## Карьера
Актёрский дебют Бююкюстюн состоялся в 2003 году с ролью Несрин в четырёх последних эпизодах телесериала «Офис Султана». С 2004 по 2005 она играла роль Зарифе Коркмазгир в молодости в телесериале «Узоры из роз», а также сыграла роли Гюлизар в одноимённом фильме (2004) и Айсун в фильме «Мой отец и мой сын» (2005). С 2005 по 2007 год Бююкюстюн играла роль Филиз Текинер в телесериале «Под сенью лип». С 2007 по 2009 год она играла роль Асие «Аси» Козджуоглу в телесериале «Аси». В 2010 году сыграла роль Эсмы в фильме «Спроси своё сердце». С 2010 по 2011 год Бююкюстюн играла роль Хасрет в телесериале «Разбивающая сердца». С 2014 по 2015 год она играла роль Элиф Денизер в телесериале «Грязные деньги и любовь». В последующие годы появилась в таких фильмах и телесериалах, как «Воспоминания ветра» (2015), «Джунгли» (2015), «Обтягивающее платье» (2016), «Красный Стамбул» (2016), «Ещё» (2016), «Отважный и красавица» (2016—2017), «Восход Османской империи» (2020—2022), «Дочь посла» (2021) и «Другая я» (2022).
21 мая 2014 года Бююкюстюн была назначена послом доброй воли ЮНИСЕФ от Турции.

## Личная жизнь
С 2011 по 2017 год Бююкюстюн была замужем за актёром Онуром Сайлаком. У бывших супругов есть дочери-близнецы — Топрак Сайлак и Майя Сайлак (род. 19 января 2012).

## Фильмография
| Год       |     | Русское название             | Оригинальное название    | Роль                             |
| --------- | --- | ---------------------------- | ------------------------ | -------------------------------- |
| 2003      | с   | Офис Султана                 | Sultan Makamı            | Несрин                           |
| 2004—2005 | с   | Узоры из роз                 | Çemberimde Gül Oya       | Зарифе Коркмазгир в молодости    |
| 2004      | тф  | Гюлизар                      | Gülizar                  | Гюлизар                          |
| 2004      | тф  | Путь любви                   | Aşk Yolu                 | Дениз                            |
| 2005      | ф   | Мой отец и мой сын           | Babam ve Oğlum           | Айсун                            |
| 2005—2007 | с   | Под сенью лип                | Ihlamurlar Altında       | Филиз Текинер                    |
| 2006      | ф   | Экзамен                      | Sınav                    | Зейнеп Эрез                      |
| 2007—2009 | с   | Аси                          | Asi                      | Асие «Аси» Козджуоглу            |
| 2010—2011 | с   | Разбивающая сердца           | Gönülçelen               | Хасрет                           |
| 2010      | ф   | Спроси своё сердце           | Yüreğine Sor             | Эсма                             |
| 2013      | с   | 20 минут                     | 20 Dakika                | Мерве Асландогу / Мелек Халаскар |
| 2014—2015 | с   | Грязные деньги и любовь      | Kara Para Aşk            | Элиф Денизер Демир               |
| 2015      | кор | Джунгли                      | Orman                    | Зейнеп                           |
| 2015      | ф   | Воспоминания ветра           | Rüzgarın Hatıraları      | Зепюр                            |
| 2016      | ф   | Обтягивающее платье          | Dar Elbise               | Хелин                            |
| 2016      | ф   | Красный Стамбул              | İstanbul Kırmızısı       | Неваль Барлас                    |
| 2016      | ф   | Ещё                          | Daha                     | Ахра                             |
| 2016—2017 | с   | Отважный и красавица         | Cesur ve Güzel           | Сюхан Корлудаг / Алемдароглу     |
| 2020      | с   | Позвоните моему менеджеру    | Menajerimi Ara           | в роли самой себя                |
| 2020—2022 | с   | Восход Османской империи     | Rise of Empires: Ottoman | Мара-хатун                       |
| 2021      | с   | Дочь посла                   | Sefirin Kızı             | Мави Чынар                       |
| 2022—2024 | с   | Другая я                     | Zeytin Ağacı             | Ада Коркмаз                      |
| 2024      | с   | Как будто завтра не наступит | Yarınlar Yokmuş Gibi     | Манолья                          |

## Награды и номинации
| Год  | Награда                                                    | Категория                         | Работа                    |
| ---- | ---------------------------------------------------------- | --------------------------------- | ------------------------- |
| 2005 | Sırbistan Karadağ Cumhuriyeti Uluslararası TV Festival Bar | Лучшая актриса                    | «Гюлизар»                 |
| 2007 | İstanbul Üniversitesi Bilişim Ödülleri                     | Лучшая актриса сериала            | «Под сенью лип»           |
| 2008 | İstanbul Üniversitesi Bilgisayar Kulübü Ödülleri           | Лучшая актриса сериала            | «Аси»                     |
| 2010 | Marmara Üniversitesi Matematik Kulübü Başarı Ödülleri      | Самая успешная актриса сериала    | «Спроси своё сердце»      |
| 2010 | Radyo Televizyon Gazetecileri Derneği Medya Oscarları      | Актриса года                      | «Разбивающая сердца»      |
| 2010 | Siyaset Dergisi Yılın En İyileri Ödülleri                  | Телевизионная актриса года        | «Разбивающая сердца»      |
| 2011 | Elle Style Awards Türkiye                                  | Самая стильная актриса Elle Style |                           |
| 2013 | KARVAK Yılın En İyileri Ödüller                            | Лучшая актриса года               | «20 минут»                |
| 2013 | TelevizyonDizisi.com En İyiler Ödülleri                    | Лучшая актриса                    | «20 минут»                |
| 2014 | TelevizyonDizisi.com En İyiler Ödülleri                    | Лучшая актриса                    | «Грязные деньги и любовь» |
| 2015 | Seoul International Drama Awards                           | Лучшая актриса                    | «Грязные деньги и любовь» |
| 2016 | International Giuseppe Sciacca Awards                      | Лучшая актриса                    | «Красный Стамбул»         |
| 2017 | International Bosphorus Film Festival                      | Лучшая актриса                    | «Обтягивающее платье»     |
| 2019 | International Antalya Film Festival                        | Лучшая актриса                    | «Воспоминания ветра»      |